# 문화주택

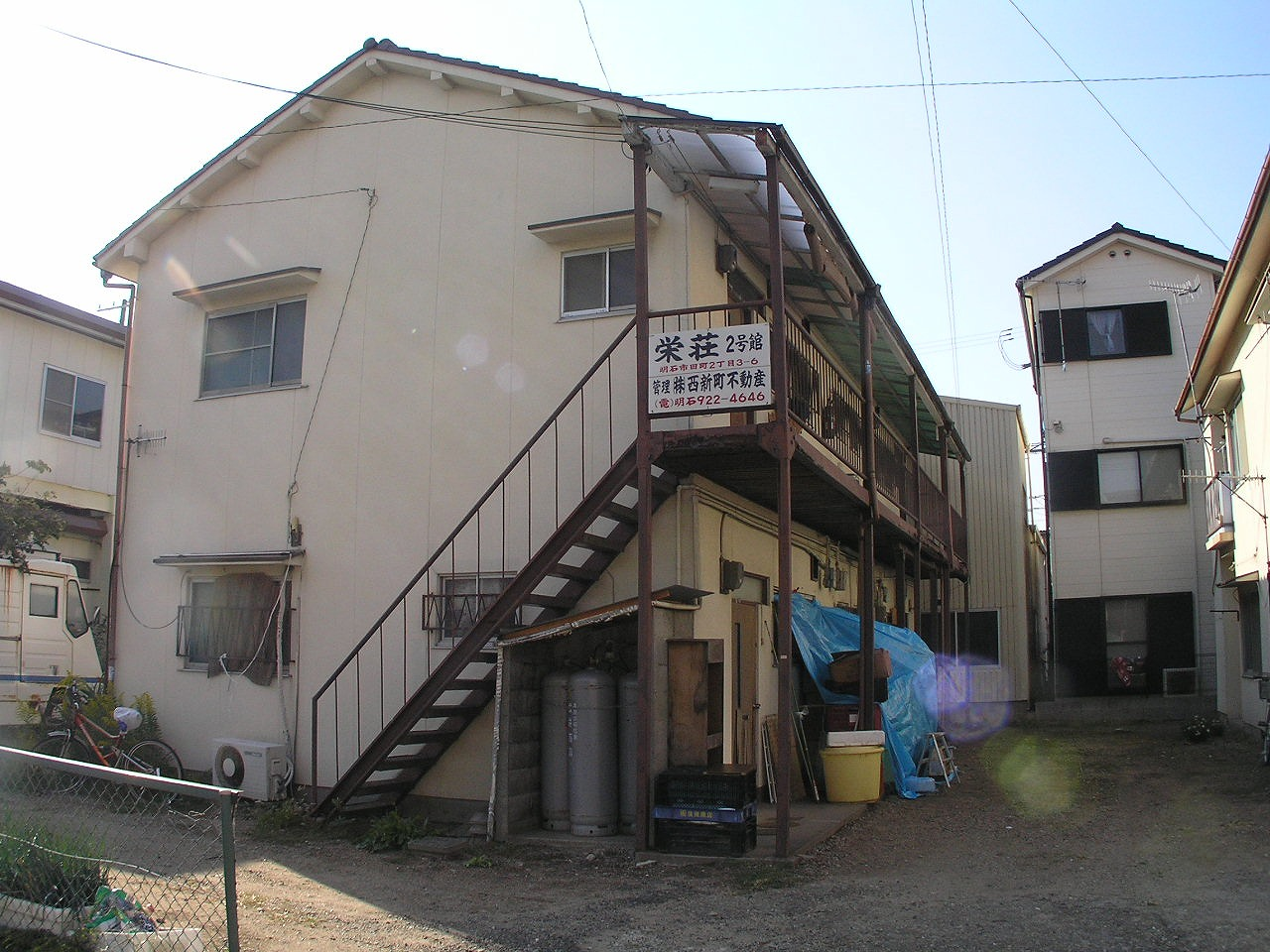
아카시시의 문화주택

문화주택(文化住宅)은 일본의 주택 중 하나로, 응접실이나 현관에 도어를 단, 일본식과 서양식을 절충한 주택으로, 1920년대에 유행하였다. 간사이 지방에서는 목조 2층의 아파트를 말한다.우리나라에는 일제강점기 때 문화 주택이 들어왔다. 또, 1970년대까지 문화 주택이 자리잡고 있을 정도로 오래 유행하였다. 그러나 지금은 대한민국에 문화 주택이 거의 없다.